# Müller-nőszőfű
A Müller-nőszőfű (Epipactis muelleri) a kosborfélék családjába tartozó, Magyarországon védett vadvirág.

## Megjelenése

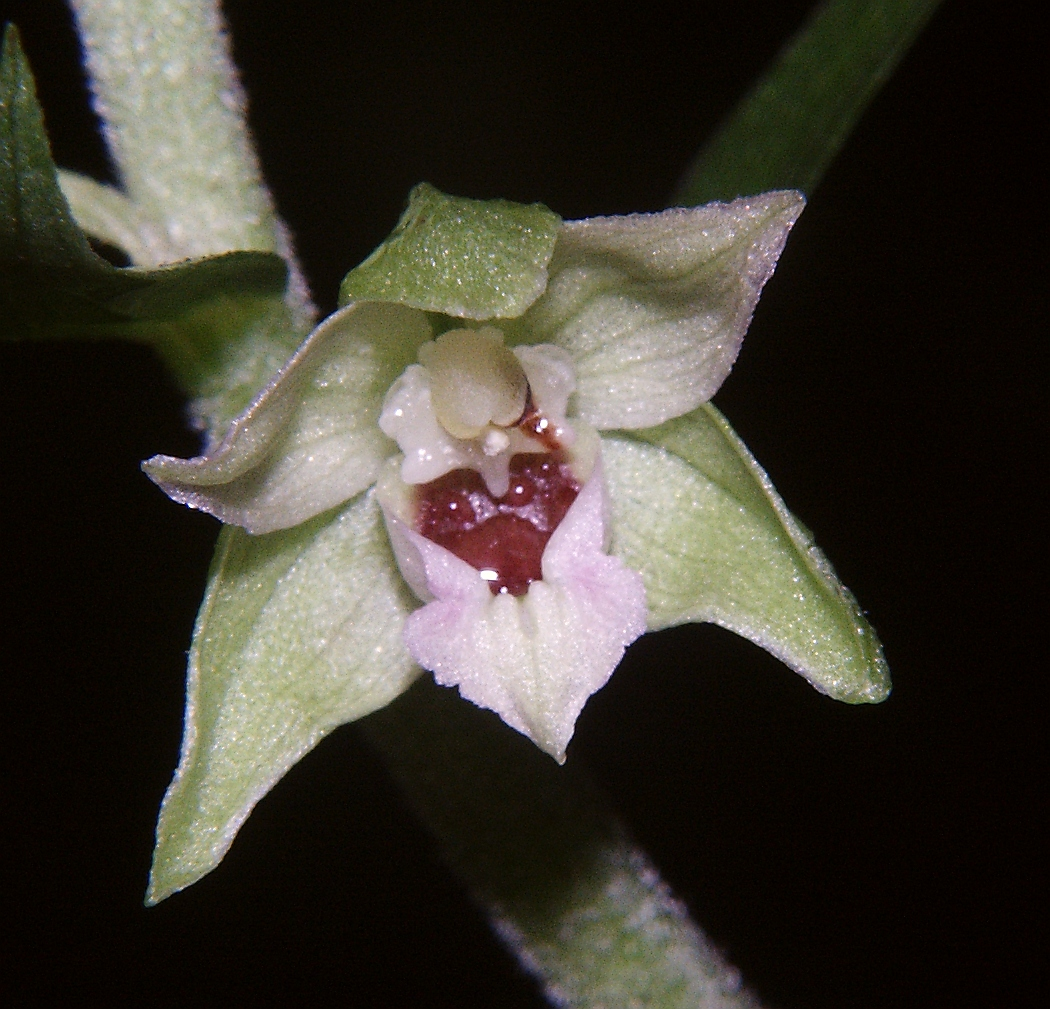
Virága

A Müller-nőszőfű 20–60 cm (ritkán 80 cm) magas, lágyszárú, évelő növény. Hajtása a felső részén sűrűn pelyhes-szőrös. 5-10 levele gyakran két oldalra rendeződik. A világoszöld, lándzsás, többé-kevésbé hullámos szélű, ívesen lehajló levelek 5–10 cm hosszúak és 2–4 cm szélesek. A középen elhelyezkedők nagyjából kétszer olyan hosszúak, mint a szárköz, a felsők murvalevél-szerűek.
Június-júliusban virágzik. Bókoló, néha csak félig kinyíló virágai nem feltűnő, egyirányú, laza fürtbe rendeződnek. Külső lepellevelei (szirmai) 7–12 mm hosszúak, 3,5–5 mm szélesek, színük sárgászöld vagy halványzöld, esetleg vöröses-rózsaszínes árnyalattal. A szintén világoszöld, rózsás futtatású belső lepellevelek kihegyezett végű tojásdad formájúak; hosszuk 8–10 mm, szélességük 4-4,5 mm. A 7,5-9,5 mm-es mézajak külső tagja (epichil) rózsaszínes árnyalatú fehér, háromszög alakú (de lekerekített is lehet) vagy szíves; hátsó tagjának (hypochil) kiöblösödő belseje sötétvörös.
Termése 7,7–15 mm hosszú, 4–8 mm széles toktermés.
Kromoszómaszáma 2n=40, de előfordulnak 2n=38 példányok is.
Hasonlít hozzá a pontuszi (Epipactis pontica), a karcsú (Epipactis gracilis) és az elbai nőszőfű (Epipactis albensis), de kisebb termetűek, kevesebb és kisebb levelük van és virágzási idejük is eltér. A Norden-nőszőfű (Epipactis nordeniorum) virága rózsaszínes árnyalatú.

## Elterjedése
Közép- és dél-európai faj; Hollandiától Közép-Olaszországig, Spanyolországtól Magyarországig megtalálható maximum 1300 méteres magasságig. Magyarországon elsősorban az Északi-középhegységben (Putnoki-dombság, Bükk) találhatók állományai, de szórványosan megtalálható a Dunántúli-középhegységben, a Pilisben, a Vértesben, a Balaton-felvidéken, a Mecsekben és a Zselicben is.

## Életmódja
Száraz erdők, sziklás bükkösök, tölgyesek, bokorerdők növénye, ahol főleg a tisztásokon, erdőszéleken lehet vele találkozni. Inkább mészkedvelőnek mondható, élőhelyein a talaj kémhatását pH 6,3-7,9 közöttinek (átlagosan 7,5) mérték. A félárnyékot vagy a napsütést kedveli.
Hajtásai április második felében-májusban jelennek meg és június második felében, július első felében virágzik. Virágai nektárt termelnek, ennek ellenére kizárólag önmegporzással szaporodik. A megtermékenyülés hatásfoka jó, a virágok 70-80%-a termést hoz. A magvak augusztus-szeptemberre érnek be. 

## Természetvédelmi helyzete
A Müller-nőszőfű fragmentált elterjedésű és összességében visszaszorulóban van, de stabil állományai és eltűnésének minimális veszélye miatt a Természetvédelmi Világszövetség Vörös listáján nem fenyegetett státusszal szerepel. Elsősorban az erdőirtás, fakitermelés, utak kiszélesítése jelent rá veszélyt. Kisebb mértékben a legelő vadállatok is károsíthatják. Magyarországon összesen 46 állományát mérték fel, teljes egyedszáma néhány ezer lehet. 1988 óta védett, természetvédelmi értéke 10 000 Ft.

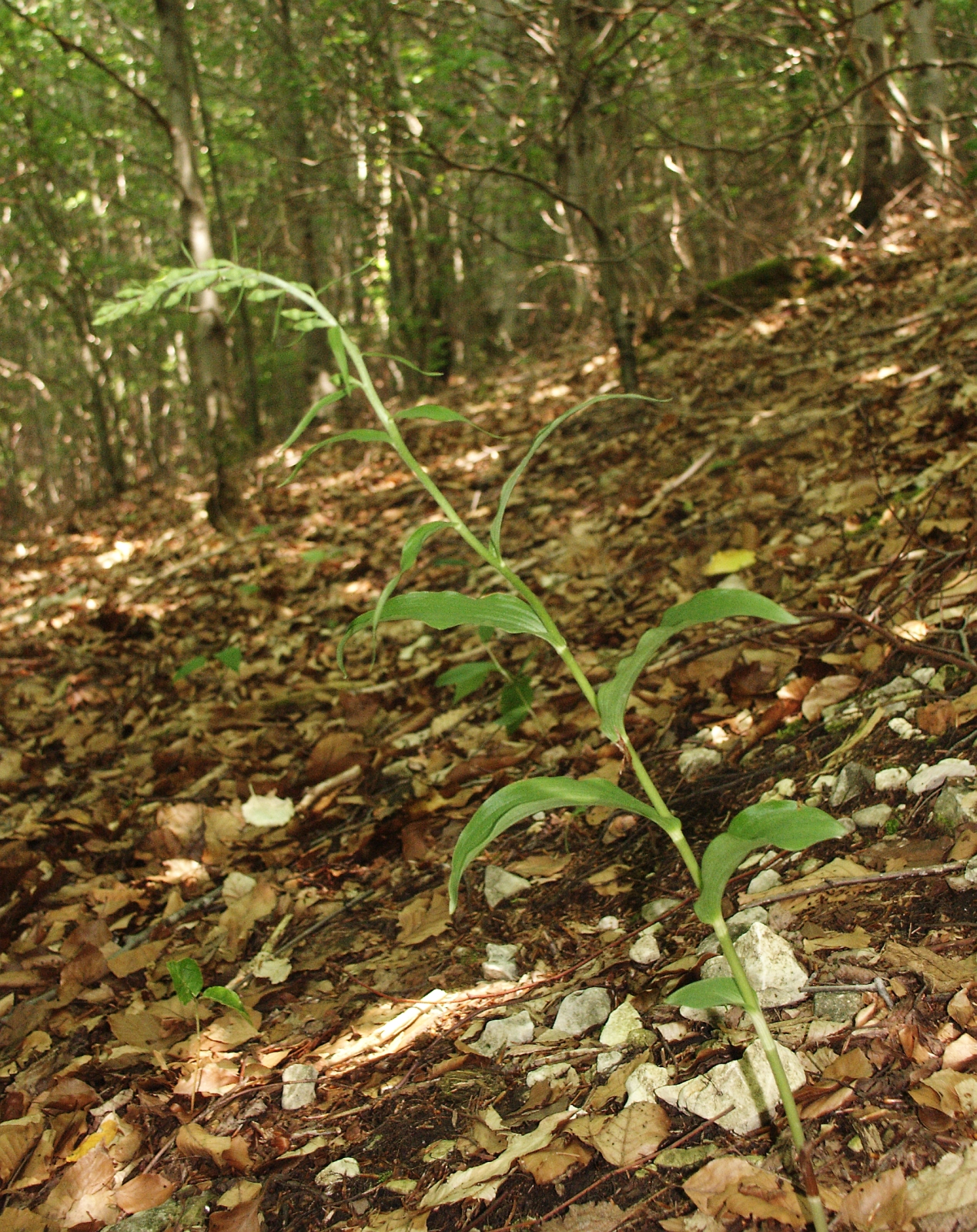
Bimbózó nőszőfű
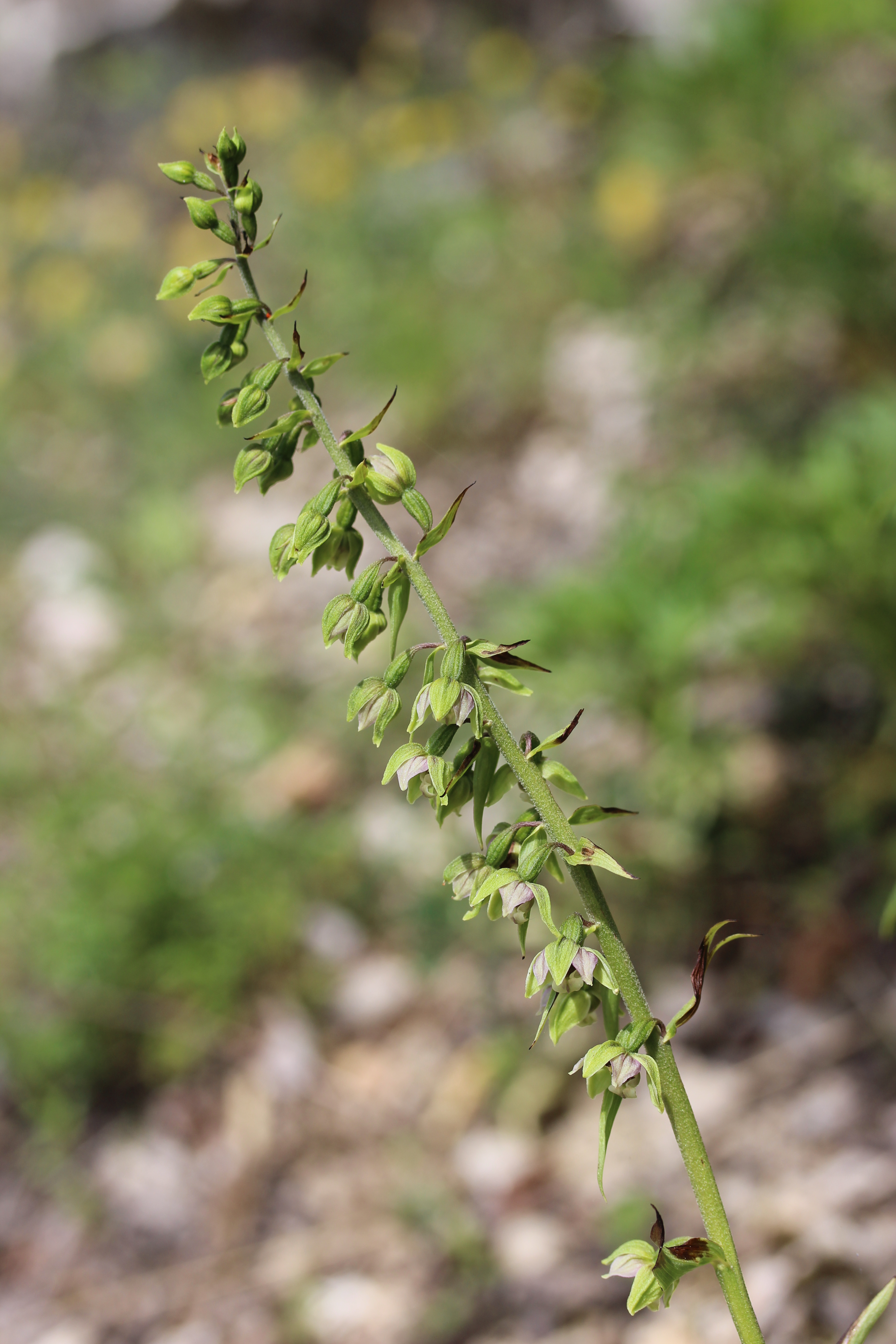
Virágzata
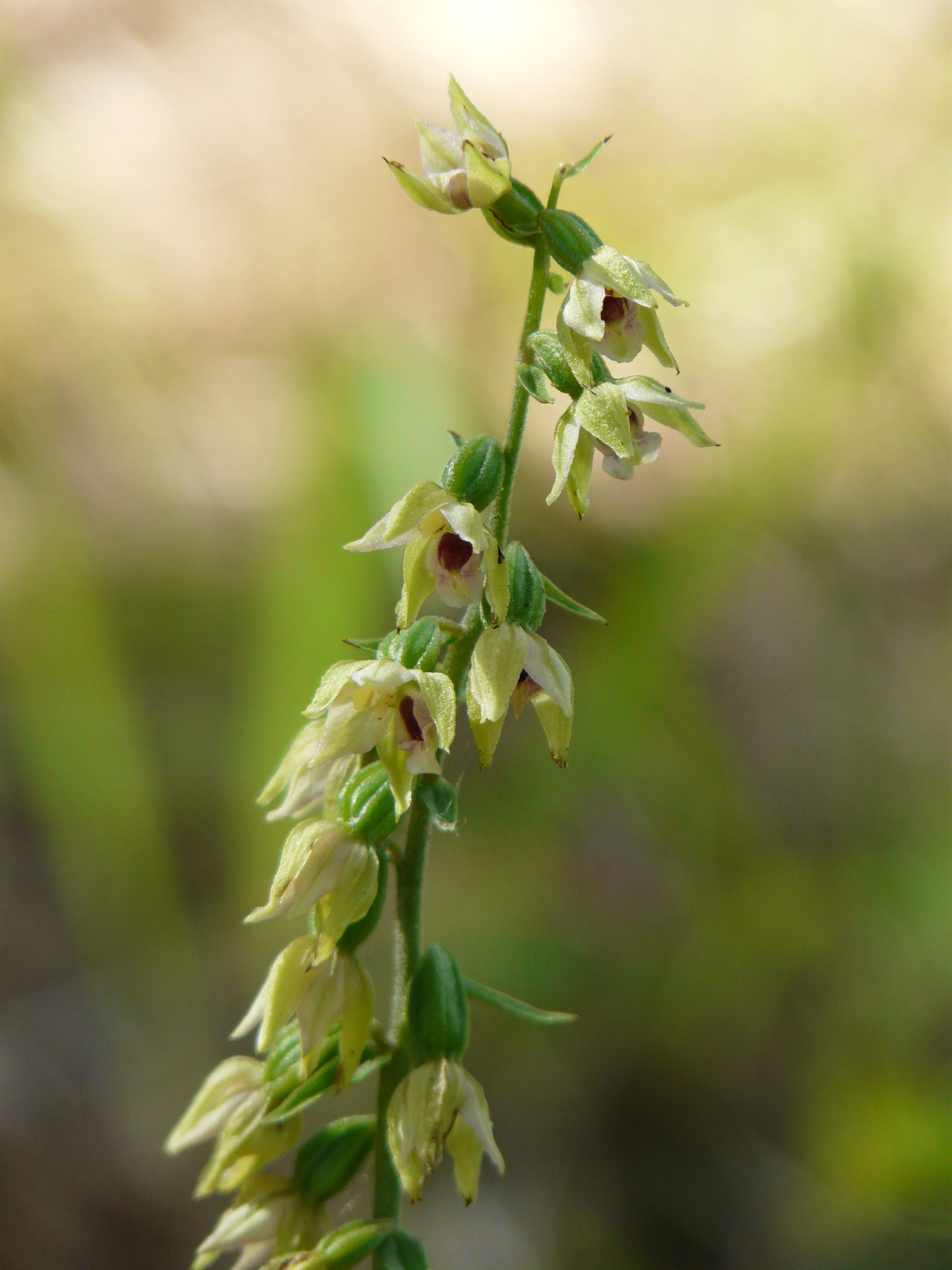
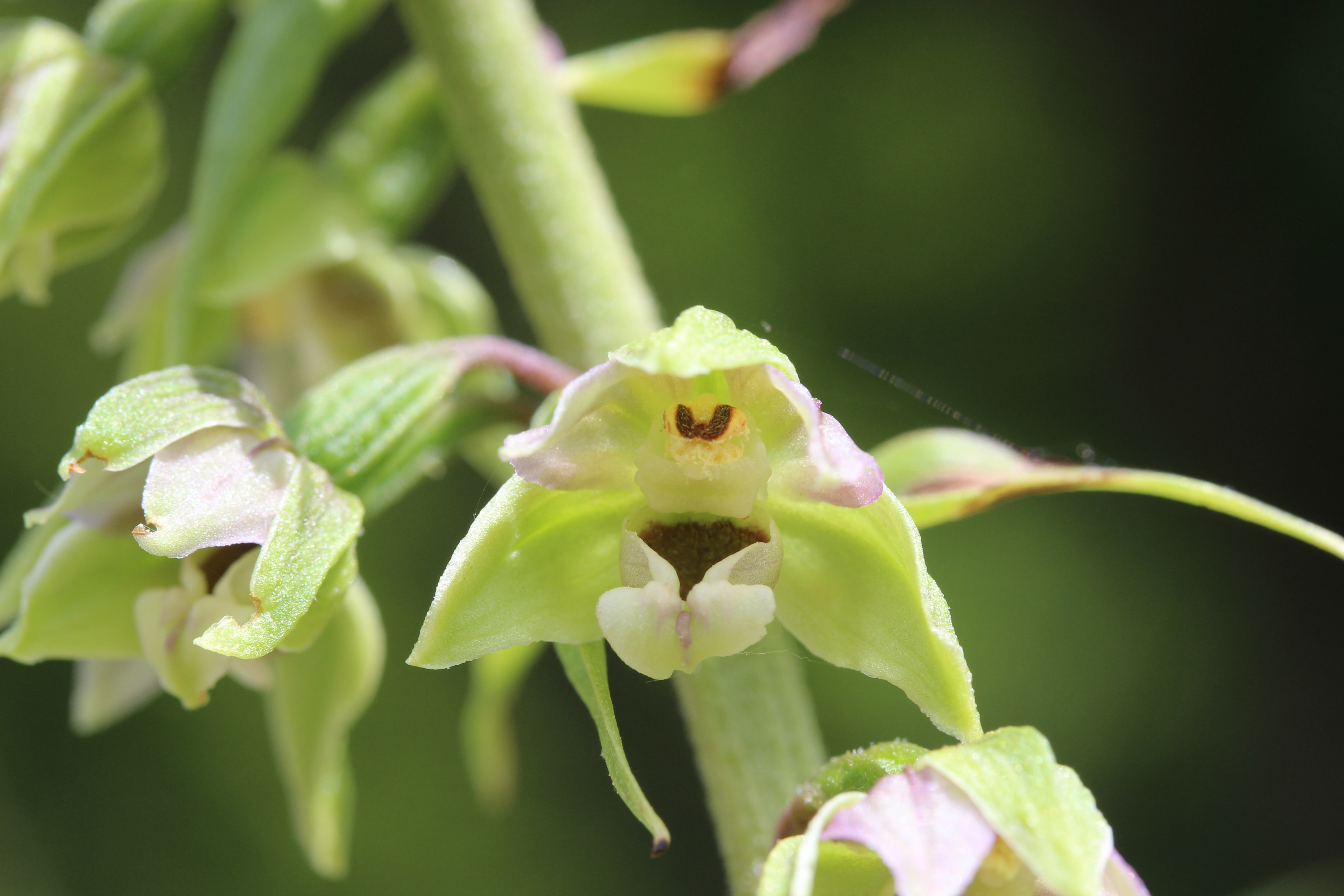
Virága közelről